# 圣文森特岛
聖文森特島（Saint Vincent）是聖文森特和格林納丁斯的主島，為一火山島，位於加勒比海，屬於向風群島的一部分，長29公里、寬18公里，面積345平方公里，最高點海拔高度1,233米，主要經濟活動有農業和旅遊業。

## 外部連結
- U.S. Department of State profile （页面存档备份，存于）
- St. Vincent and the Grenadines / San Vicente y Las Granadinas Constitution of 1979 （页面存档备份，存于）
- Map （页面存档备份，存于）
- Hairouna